# Leucochrysa (Leucochrysa) clara
Leucochrysa (Leucochrysa) clara is een insect uit de familie van de gaasvliegen (Chrysopidae), die tot de orde netvleugeligen (Neuroptera) behoort. 
Leucochrysa (Leucochrysa) clara is voor het eerst wetenschappelijk beschreven door McLachlan in 1867.